# Георги Кроснев
Георги Димов Кроснев е български революционер, деец на Добруджанската революционна организация и на Румънската комунистическа партия (РКП).

## Биография
Роден в Добрич на 10 април 1896 г. Завършва право, професор. Владее немски, френски, руски, турски и румънски.
През септември 1925 г. създава във Виена заедно с бивши дейци на ВДРО и дейци на БКП, сред които Дочо Михайлов, Петър Вичев, Върбан Петров, Петър Нейчев, Георги Стефанов и Димитър Ганев, Добруджанската революционна организация.
Член на Изпълнителния комитет на Коминтерна. Главен редактор на в. „Скънтея“ (орган на РКП). Секретар на Централния комитет на РКП.
През 1932 г. в Москва сключва брак с Теодора Ганчева Калинкова, където им се ражда и син, Румен, през 1933 г.
Кроснев е арестуван и умира на 7 февруари 1937 г. в Букурещ, в затвора „Жилава“ или в санаториума „Зерланди“.
Негов паметник е направен от известния български скулптор Иван Димов.
Окръжната библиотека в Добрич носи неговото име от 1975 до 1998 г., както и Органовата зала в града до 1990 г. и кино през 60-те години на 20 век.